# Protea pruinosa
Protea pruinosa är en tvåhjärtbladig växtart som beskrevs av J.P. Rourke. Protea pruinosa ingår i släktet Protea och familjen Proteaceae. Inga underarter finns listade i Catalogue of Life.